# Svobodni Trud
Svobodni Trud (en rus: Свободный Труд) és un poble (un khútor) de la república d'Adiguèsia, a Rússia, que el 2022 tenia 312 habitants. Pertany al districte de Khakurinokhabl.